# National Highway 205
National Highway 205 (NH 205) ist eine Hauptfernstraße im Südosten des Staates Indien mit einer Länge von 442 Kilometern. Sie beginnt in der Metropole Chennai (Madras) im Bundesstaat Tamil Nadu am NH 4 und führt nach 82 km durch diesen Bundesstaat weitere 360 km durch den benachbarten Bundesstaat Andhra Pradesh, wo sie über Tirupati und Madanapalle verläuft und südlich von Anantapur am NH 7 endet.